# Cotinus chiangii
Cotinus chiangii là một loài thực vật có hoa trong họ Đào lộn hột. Loài này được (D.A.Young) Rzed. & Calderón mô tả khoa học đầu tiên năm 1999.